# Scelida
Scelida es un género de escarabajos de la familia Chrysomelidae. El género fue descrito científicamente primero por Chapuis en 1875. Esta es una lista de especies pertenecientes a este género:
- Scelida antennata Jacoby, 1888
- Scelida balyi Jacoby, 1878
- Scelida bella Jacoby, 1888
- Scelida elegans Chapuis, 1875
- Scelida flaviceps (Horn, 1893)
- Scelida glabrata Jacoby, 1888
- Scelida metallica Jacoby, 1888
- Scelida mexicana (Jacoby, 1888)
- Scelida mimula (Wilcox, 1965)
- Scelida nigricornis (Jacoby, 1888)
- Scelida nigripes (Allard, 1889)
- Scelida rugosa Jacoby, 1888
- Scelida tenuimaginata (Bowditch, 1925)
- Scelida viridis Jacoby, 1879